# Lạm dụng tâm thần học vì mục đích chính trị
Lạm dụng bệnh tâm thần cho mục đích chính trị là sự lạm dụng của tâm thần học, bao gồm chẩn đoán, giam giữ, xử lý, cho các mục đích cản trở các quyền con người cơ bản của các nhóm cá nhân nhất định trong xã hội. Nói cách khác, lạm dụng tâm thần học cho mục đích chính trị là hành động có chủ ý xác nhận một công dân là tâm thần, mà thực tế rất tỉnh táo không cần kiềm chế tâm thần cũng không phải điều trị tâm thần. Nhiều bác sĩ tâm thần học đã tham gia vào những vi phạm nhân quyền ở các nước trên toàn thế giới khi định nghĩa của bệnh tâm thần đã được mở rộng để bao gồm bất tuân chính trị. Như các học giả từ lâu đã tranh luận, các tổ chức chính phủ và y tế thường coi bất tuân chính phủ như bệnh tâm thần trong quá trình xáo trộn chính trị. Ngày nay, ở nhiều nước, các tù nhân chính trị đôi khi giam giữ và bị lạm dụng trong bệnh viện tâm thần.
Tâm thần có khả năng sử dụng để lạm dụng hơn các khu vực khác của y học. Chẩn đoán bệnh tâm thần cho phép nhà nước để giữ người trái với ý muốn của họ và nhấn mạnh vào điều trị trong quan tâm của họ và vì lợi ích rộng lớn hơn của xã hội. Ngoài ra, nhận được một chẩn đoán tâm thần có thể tự nó được coi là áp bức. Trong các nước độc đảng, tâm thần học có thể được sử dụng để bỏ qua các thủ tục pháp lý tiêu chuẩn cho việc xác định có tội hay vô tội và cho phép giam giữ chính trị mà không cần có tòa xét xử thường đi liền với các vụ án chính trị như vậy. Việc sử dụng các bệnh viện thay vì nhà tù sẽ ngăn các nạn nhân nhận được trợ giúp pháp lý trước tòa án, làm cho giam giữ có thể vô thời hạn, và phủ nhận cá nhân và ý tưởng của họ. Theo cách thức đó, có thể tránh các phiên xét xử.
Các ví dụ về lạm dụng chính trị sử dụng quyền lực của bác sĩ, đặc biệt là bác sĩ tâm thần, phong phú trong lịch sử và có thể thấy trong thời kỳ Đức Quốc xã và trong thời kỳ Liên Xô cai trị khi bất đồng chính kiến đã bị dán nhãn là "bệnh tâm thần" và bị "điều trị" vô nhân đạo. Trong giai đoạn từ năm 1960 đến năm 1986, lạm dụng tâm thần cho các mục đích chính trị đã được báo cáo là có hệ thống ở Liên Xô, và thỉnh thoảng ở các nước Đông Âu khác như Romania, Hungary, Tiệp Khắc, và Nam Tư. Giam giữ tù nhân chính trị tại các bệnh viện tâm thần ở Đông Âu và Liên Xô cũ làm xấu uy tín của tâm thần học ở các nước này và kéo theo sự lên án mạnh mẽ từ cộng đồng quốc tế. Lạm dụng chính trị của tâm thần học cũng diễn ra tại Cộng hòa Nhân dân Trung Hoa. Chẩn đoán tâm thần như chẩn đoán 'tâm thần phân liệt chậm chạp" trong bất đồng chính kiến chính trị ở Liên Xô đã được sử dụng cho các mục đích chính trị.